# Lastovce
Lastovce (Hongaars: Lasztóc) is een Slowaakse gemeente in de regio Košice, en maakt deel uit van het district Trebišov.
Lastovce telt 1.075 inwoners.